# 大甲郡

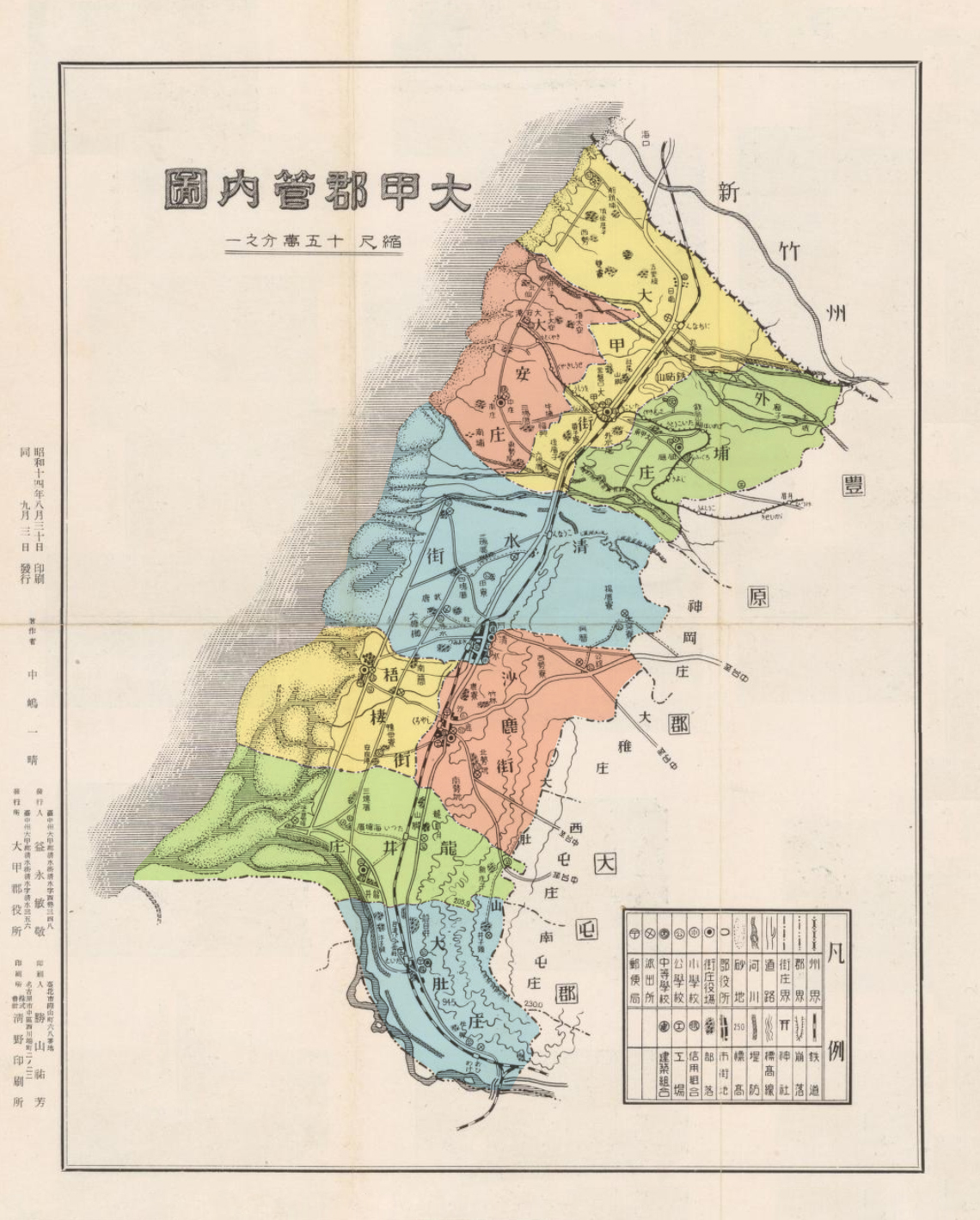
大甲郡の地図

大甲郡（たいこうぐん）は、日本統治時代の台湾に存在した行政区画の一つであり、台中州に属した。

## 概要
大甲街、清水街、梧棲街、沙鹿街、外埔庄、大安庄、龍井庄、大肚庄の4街4庄を管轄し、郡役所は清水街に置かれた。郡域は現在の台中市大甲区、清水区、梧棲区、沙鹿区、外埔区、大安区、龍井区、大肚区に当たり、俗に台中海線地区と呼ばれる。

## 歴史
1938年（昭和13年）台湾総督府は「梧棲築港計画」の中で梧棲街に新高港を建設する計画を発表。さらに府は1941年（昭和16年）「新高港都市建設計画方案」の中で梧棲街を中心に周辺街庄を合併し新高市とする案を発表したが、太平洋戦争の激化によりこの計画は立ち消えとなった。
1945年3月に重慶国民政府が策定した台湾接管計画綱要地方政制により郡域を大甲県とし、梧棲市（旧名：新高市）を設置する案があったが、政制の廃止により計画は消滅した。

## 歴代首長

### 郡守
- 細井鶴三郎[1]
- 齋藤透[2]：1922年7月 - 1923年7月
- 小笠原敬太郎：1924年
- 池田壮太郎[3]：1924年7月 -
- 増永吉次郎[4]：1925年7月 - 1926年7月
- 杉山靖憲[5]：1926年7月 - 1930年8月
- 宮野為長[6]：1931年8月 - 1933年8月
- 満富俊美[7]：1934年9月[8] - 1936年12月
- 横山竹男[9]：1936年12月26日 - 1939年6月
- 大井又次[10]：1939年7月[11] - 1941年1月
- 畠中市蔵[12]：1941年7月 -
- 渡部政鬼[13]：1942年4月[14] - 1944年1月